# 梁启超与中国思想的过渡（1890—1907）
《梁启超与中国思想的过渡（1890－1907）》是张灏的一部著作，於1993年寫成并由哈佛大学出版社出版。这部作品改写自张灏的博士论文，共10个章节。